# Bernardine Evaristo
Bernardine Anne Mobolaji Evaristo (Eltham, 1959) è una scrittrice britannica di origine nigeriana, vincitrice del Booker Prize nel 2019 ex aequo con Margaret Atwood.

## Biografia
Nata a Londra nel 1959 da Julius Taiwo Obayomi, nigeriano, di professione saldatore, primo consigliere nero del Partito Laburista a Greenwich, e dall'insegnante inglese Jacqueline Mary Evaristo.
Dopo aver studiato per sette anni alla Eltham Hill Girls Grammar School, si è unita al Greenwich Young People’s Theatre e ha frequentato il Rose Bruford College of Speech and Drama conseguendo infine un dottorato in scrittura creativa al Goldsmiths College.
Dopo l'esordio nel 1994 con la raccolta di liriche Island of Abraham, ha pubblicato diversi romanzi e racconti scritti in maniera sperimentale che mescolano prosa, poesia, teatro e critica letteraria.
Evaristo è autrice di due libri di saggistica e otto libri di narrativa e narrativa in versi che esplorano aspetti della diaspora africana. Sperimenta in particolare la forma e la prospettiva narrativa, spesso fondendo il passato con il presente, la finzione con la poesia.
Il suo romanzo in versi, The Emperor's Babe (Penguin, 2001), parla di un'adolescente nera, i cui genitori provengono dalla Nubia, che raggiunge la maggiore età nella Londra romana quasi 2000 anni fa. Ha vinto un premio per gli scrittori dell'Arts Council nel 2000; un premio NESTA Fellowship nel 2003; è stato scelto da The Times come uno dei 100 migliori libri del decennio nel 2010; ed è stato adattato in una commedia della BBC Radio 4 nel 2013.
In seguito, Evaristo ha pubblicato Soul Tourists (Penguin, 2005), su una coppia disadattata che attraversa l'Europa verso il Medio Oriente, che presentava fantasmi di vere figure di colore dalla storia europea.
Il suo romanzo Blonde Roots (Penguin, 2008) è una satira che inverte la storia della tratta transatlantica degli schiavi e la sostituisce con un universo in cui gli africani schiavizzano gli europei. Blonde Roots ha vinto l'Orange Youth Panel Award e il Big Red Read Award ed è stato nominato per l'International Dublin Literary Award, l'Orange Prize e l'Arthur C. Clarke Award.
Tra gli altri libri di Evaristo vi sono il romanzo in versi Lara (Bloodaxe Books, 2009, con una versione precedente pubblicata nel 1997), in cui sotto forma di romanzo racconta i molteplici filoni culturali della sua storia familiare che risale a oltre 150 anni prima, ma anche la sua infanzia londinese di razza mista. Il libro si è aggiudicato l'EMMA Best Novel Award nel 1999. La sua novella Hello Mum (Penguin, 2010) è stata adattata in una commedia della BBC Radio 4 nel 2012.
Il suo romanzo del 2014 Mr Loverman (Penguin UK, 2013/ Akashic Books USA, 2014) parla di un settantenne londinese dei Caraibi, un omosessuale segreto che considera le sue opzioni dopo un matrimonio di 50 anni con sua moglie. Ha vinto il Publishing Triangle Ferro-Grumley Award per LGBT Fiction (USA). Nel 2015 ha scritto e presentato un documentario in due parti per BBC Radio 4, Fiery Inspiration, su Amiri Baraka.
Membro della Royal Society of Literature, della Royal Society of Arts e dell'Ordine dell'Impero Britannico, nel 2019 ha ottenuto il Booker Prize con Ragazza, donna altro (Girl, Woman, Other) ex aequo con Margaret Atwood.
Ragazza, donna, altro è il suo ottavo romanzo, pubblicato per la prima volta nel 2019 dalla casa editrice Hamish Hamilton (oggi Penguin books). L'opera racconta le vite di dodici donne di diverse età, con diversa estrazione sociale e culturale e diverso orientamento sessuale, vissute in Inghilterra dai primi del '900 agli anni 2000. Il romanzo ha ottenuto diversi riconoscimenti, oltre al Booker Prize nel 2019, tra cui il British Book Awards nel 2020 come miglior romanzo e miglior autrice dell'anno, e l'Indie Books Award 2020 come miglior romanzo.
Professoressa presso il Barnard College e la Columbia University di New York, la University of the Western Cape di Città del Capo e la University of East Anglia, insegna scrittura creativa alla Brunel University di Londra

## Opere

### Romanzi
- Lara (1997)
- The Emperor's Babe (2001)
- Soul Tourists (2005)
- Radici bionde (Blonde Roots, 2008), Roma, Sur, 2021 (tr. Martina Testa ISBN 978-88-6998-280-4)
- Hello Mum (2010)
- Mr Loverman (2013), Roma, Fandango, 2015 (tr. Alessandro Bocchi ISBN 978-88-89113-75-2 )
- Ragazza, donna, altro (Girl, Woman, Other, 2019), Roma, Sur, 2020 (tr. Martina Testa ISBN 978-88-6998-227-9)

### Racconti
- Dove finisce il mondo (On Top of the World, 2006 e I'm Think I'm Going Slightly Mad, 2011), Nardò, Besa, 2015 traduzione di Ester Genousa ISBN 978-88-497-0969-8.

### Poesia
- Island of Abraham (1994)

## Premi e riconoscimenti
- Royal Society of Literature: socia dal 2004
- Royal Society of Arts: socia dal 2006
- Ordine dell'Impero Britannico: dama dal 2009
- English Association: socia dal 2017
- Booker Prize: 2019 vincitrice con Girl, Woman, Other ex aequo con Margaret Atwood
- British Book Awards: 2020 vincitrice per le categoria miglior romanzo con Girl, Woman, Other e miglior autrice
- Indie Books Awards: 2020 vincitrice per le categoria miglior romanzo con Girl, Woman, Other[23]